# メッツァーゴ
メッツァーゴ（伊: Mezzago）は、イタリア共和国ロンバルディア州モンツァ・エ・ブリアンツァ県にある、人口約4,500人の基礎自治体（コムーネ）。

## 地理

### 位置・広がり
モンツァ・エ・ブリアンツァ県東部に位置するコムーネで、県都モンツァから北東へ14km、ベルガモから南西へ約20km、レッコから南へ約26km、州都ミラノから北東へ約27kmの距離にある。

#### 隣接コムーネ
隣接するコムーネは以下の通り。
- コルナーテ・ダッダ - 北東
- ブズナーゴ - 南東
- ベッルスコ - 南西
- スルビアーテ - 北西

### 気候分類・地震分類
気候分類では、zona E, 2420 GGに分類される。
また、イタリアの地震リスク階級 (it) では、zona 3 (sismicità bassa) に分類される。

## 姉妹都市
- Saint-Pierre-de-Chandieu、フランス 1990年
- ライリンゲン、ドイツ 2009年